# Braak (gronden)

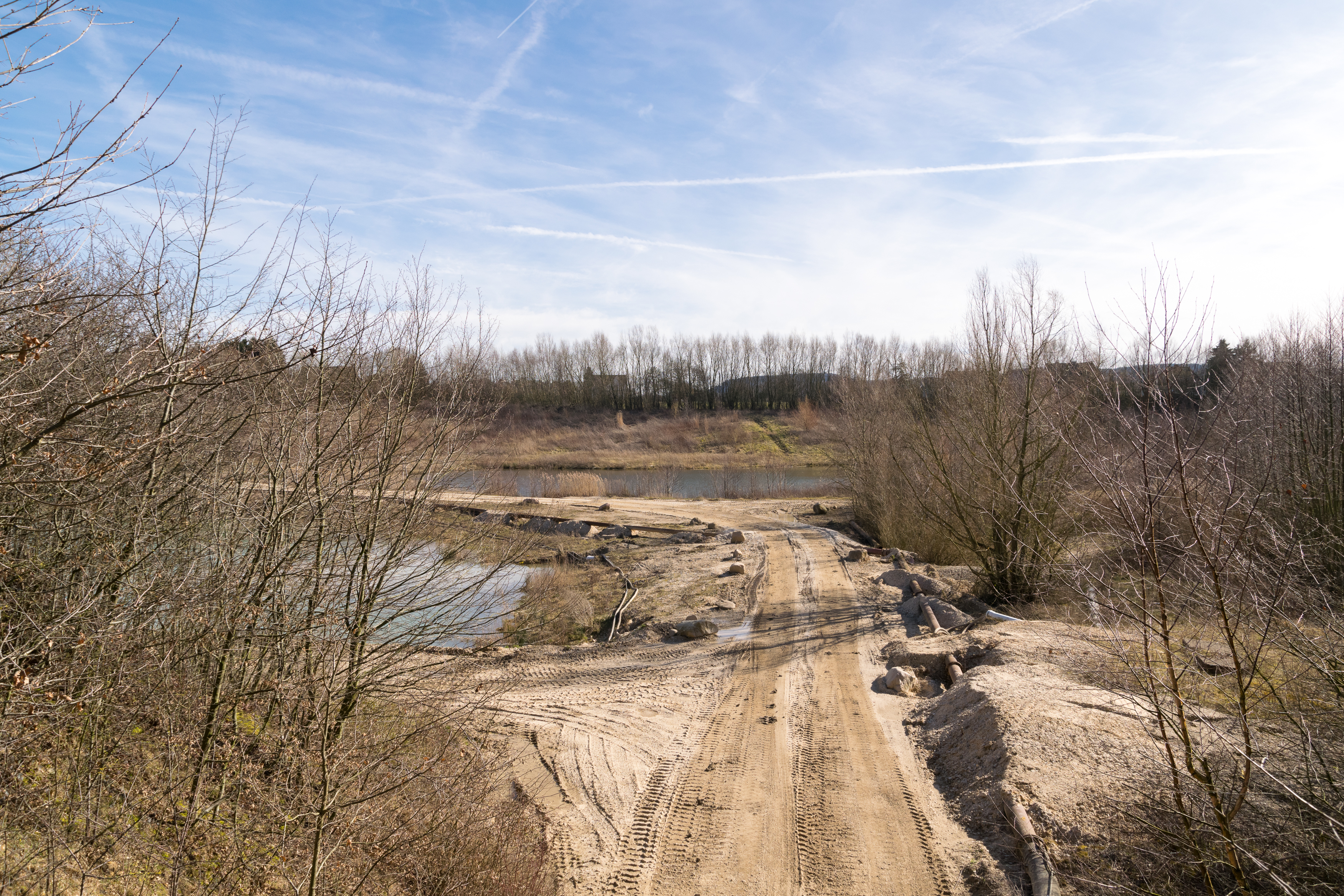
Braakliggend terrein wordt natuurgebied bij het zandgat Retlager Bach in Noordrijn-Westfalen

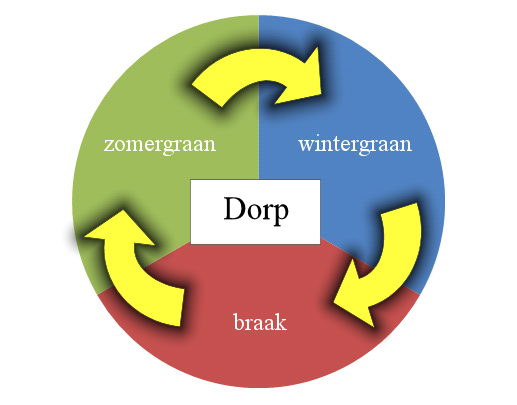
Een drieslagstelsel

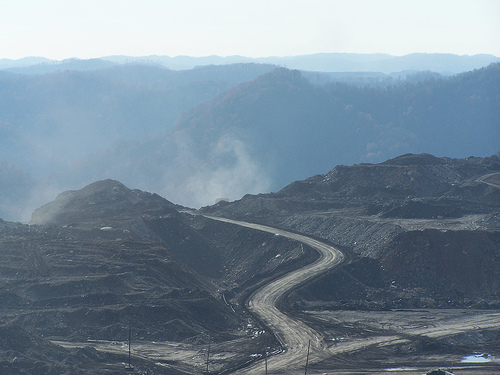
Deels afgegraven bergen

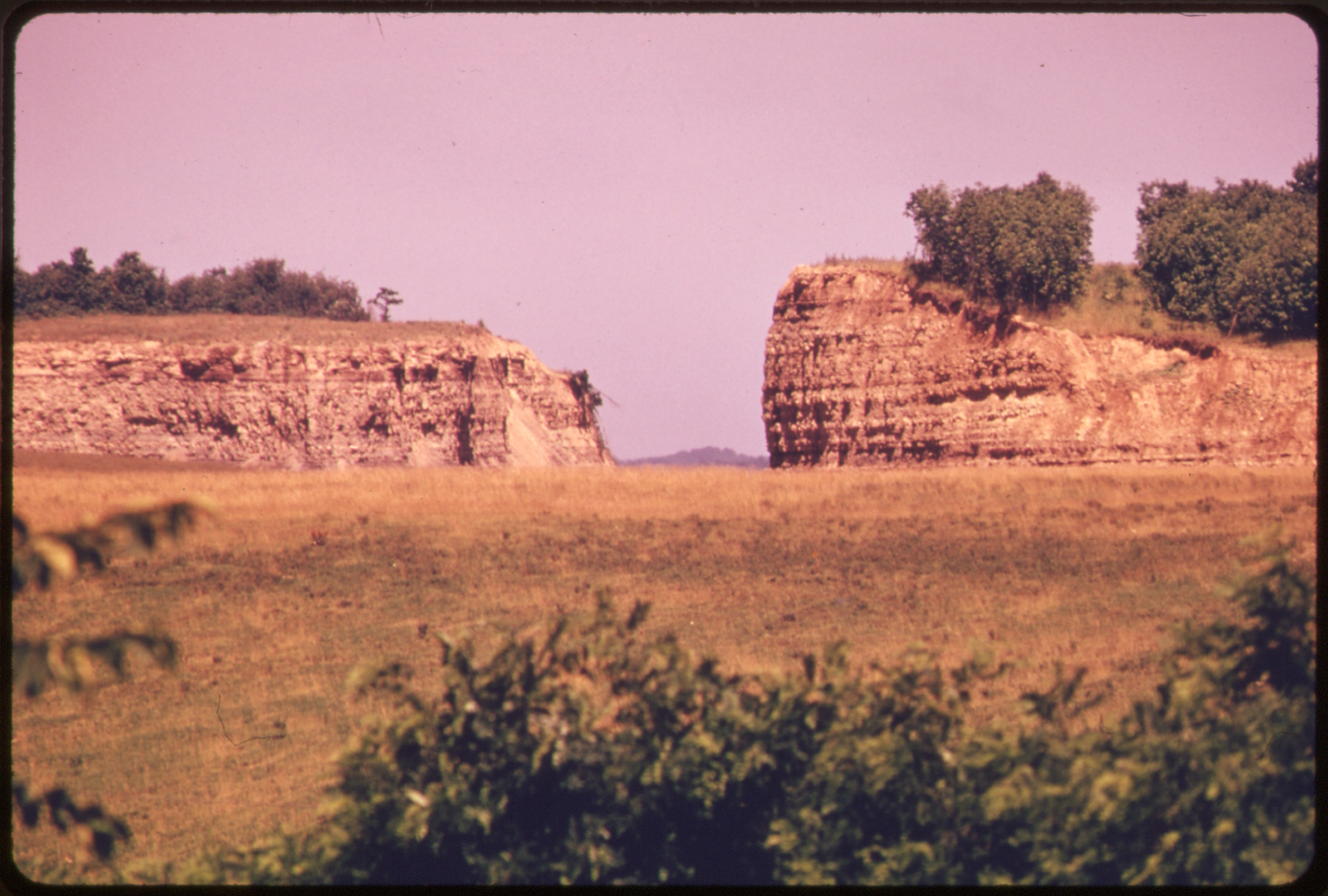
In Cadiz (Ohio) is de bovenlaag van de aarde afgegraven voor een dunne steenkoolader

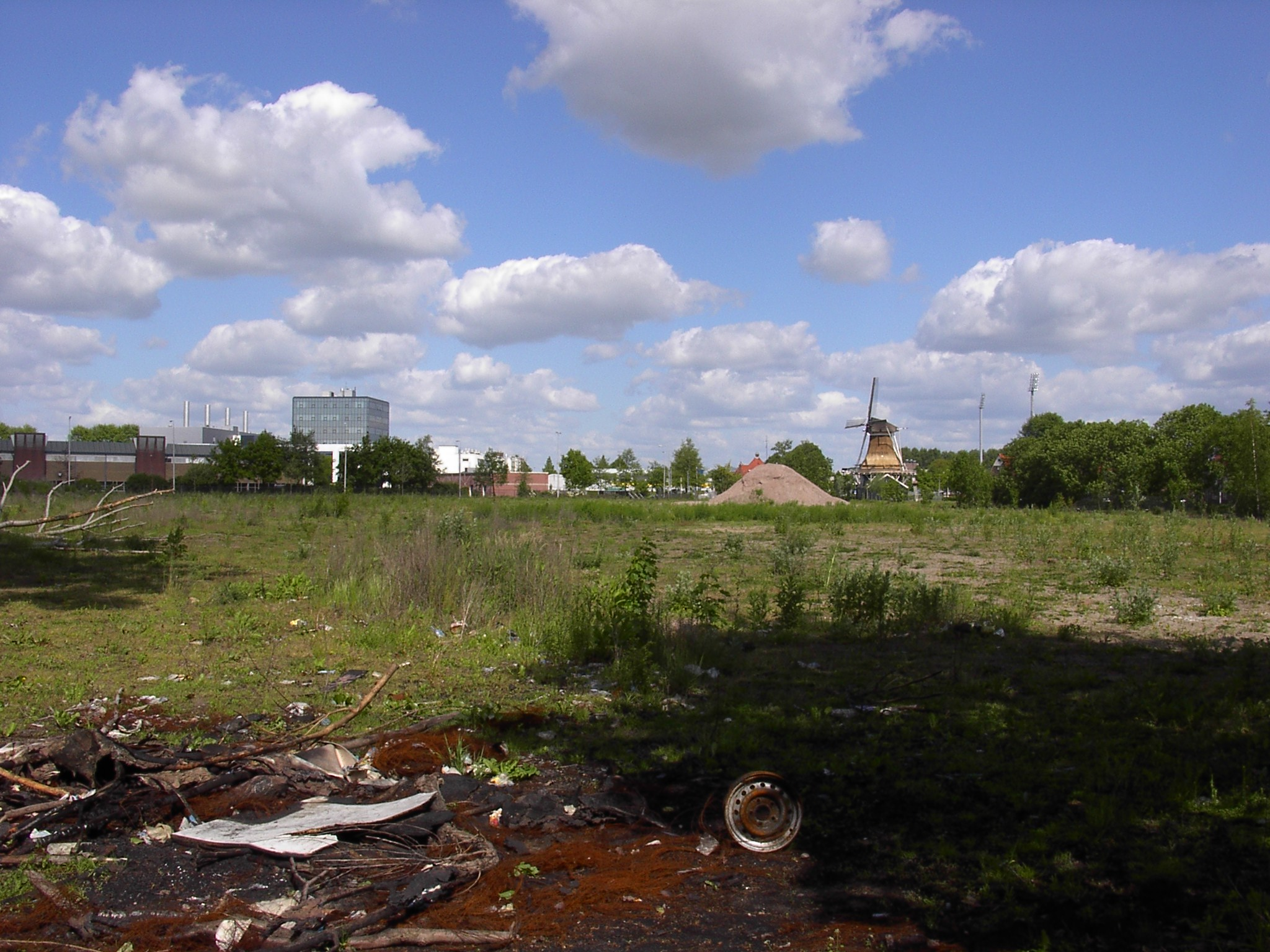
Braakliggend terrein in Nederland

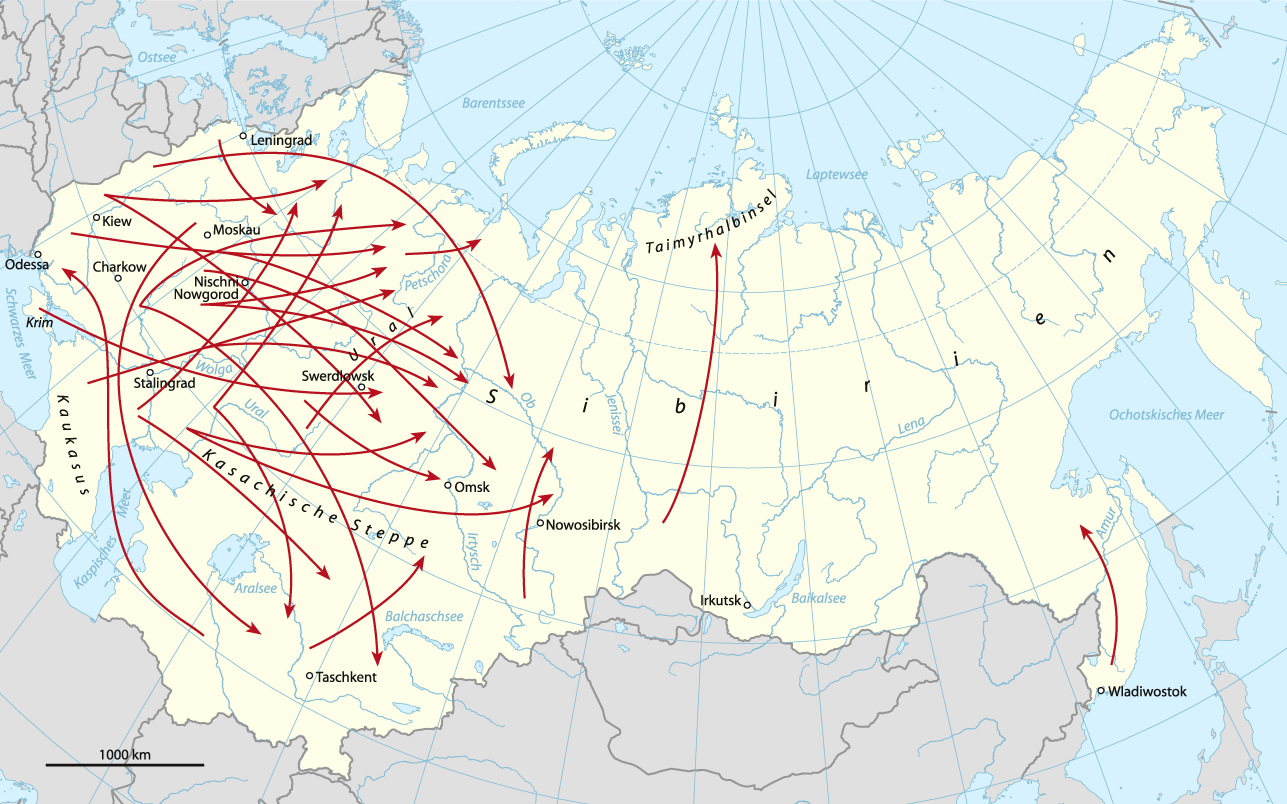
Deportaties van boeren in 1930 en 1931

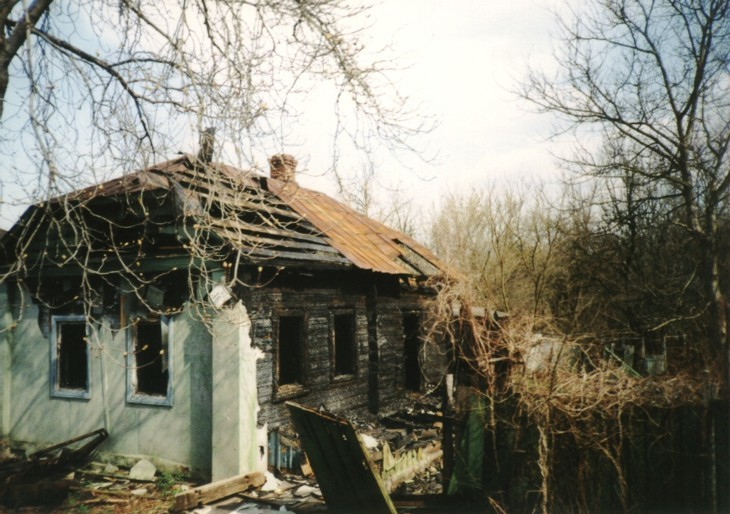
Huis dat verlaten is na de kernramp in Tsjernobyl

Braakliggend terrein is, in het kader van de landbouw, landschapsinrichting of stadsplanning, een stuk grond dat op enig moment niet de beoogde functie vervult.

## Betekenis
De term braak stamt uit de landbouw-praktijk. Onder het braak laten liggen van grond verstond men oorspronkelijk dat men de grond gedurende enige tijd onbezaaid liet, maar wel actief bewerkte. Gedurende deze braakperiode van doorgaans één jaar werd het bouwland een aantal malen geploegd ('gebroken') en geëgd. Een dergelijke behandeling werd nodig geacht omdat bodemkundige processen en de wortelgroei van de vegetatie de grond te veel hadden verdicht. Het breken van de toplaag, deze 'braak', was een zwaar en intensief karwei wat tot doel had de bodem losser te maken. Er ontstond zo een groter poriënvolume, en daarmee een hoger zuurstofgehalte van de bodem. Hierdoor werd de mineralisatie  gestimuleerd en, door de resulterende humusvorming, werd de bodemvruchtbaarheid verhoogd. Ook hoopte men zo ongewenste plantengroei (onkruid) te bestrijden. Bij de opkomst van het drieslagstelsel – een vorm van vruchtwisseling – in de 9e eeuw ontstond de gewoonte om periodiek grond braak te laten liggen: graan werd in het derde jaar van een driejarige cyclus niet ingezaaid. Braak liggen kreeg een meer passieve betekenis en de term breidde zich uit van het breken zelf naar het "gebroken laten liggen".
Hieruit is de tegenwoordige, iets ruimere betekenis van braakliggen ontstaan.
Toch is de oude, actieve betekenis nooit helemaal verdwenen. Zo schrijft de 17e-eeuwse Statenvertaling van de Bijbel: Want zo zegt de Heere tot de mannen van Juda, en tot Jeruzalem: Braakt ulieden een braakland, en zaait niet onder de doornen. Deze tekst duidt niet op een toestand, maar op een handeling: het vrijmaken van wild of verwilderd terrein. In hedendaagse taal wordt het woord breken in deze zin gebruikt, vooral bij grasland. Daar is de bovenlaag, de graszode, bijzonder moeilijk kapot te krijgen en men spreekt nog altijd van het breken van de toplaag of de graszode.
De verschillende betekenissen geven alle aan, dat braakland gebied is dat bedoeld is voor menselijke activiteiten. Land waar geen bemoeienis mee is en waar geen exploitatieplannen voor zijn, wordt gewoonlijk niet als braakland, maar als wildernis of woeste grond aangeduid. Vroeger was het onderscheid tussen bouwland en woeste grond overigens niet altijd scherp. In Drenthe was het bijvoorbeeld in de achttiende eeuw niet zeldzaam dat delen van de essen langere tijd niet als bouwland in gebruik waren, maar onbezaaid bleven.

## Veldgebruik in de westerse landbouw
In het drieslagstelsel hield het braak laten liggen van grond in, dat er geen graan op verbouwd werd. Toch werd de grond wel gebruikt, vooral om kleinvee op te weiden of van tuinbouwgewassen te telen, voornamelijk voor eigen gebruik.
Het cyclisch braak laten liggen van grond is in de westerse landbouw niet meer gebruikelijk, sinds het drieslagstelsel tijdens de agrarische revolutie is verdrongen door het vierslagstelsel. Daarbij ligt de grond niet meer gedurende meerdere seizoenen kaal. In plaats daarvan wordt er een gewas geteeld dat niet noodzakelijk veel geld opbrengt, maar wel de bodem verbetert.
Boeren laten tegenwoordig om uiteenlopende redenen gronden braak liggen. Enkele voorbeelden:
- Als de opbrengsten van een perceel niet opwegen tegen de kosten.
- Bij overvloedige productie moedigen overheden boeren soms aan velden braak te laten liggen, zeker als het om gesubsidieerde vormen van landbouw gaat. Zo had de EEG, de voorloper van de EU eind 20e eeuw behoefte aan hervorming van het Gemeenschappelijk landbouwbeleid. Een van de doelstellingen was het terugdringen van de overproductie van graan. Daarom kregen boeren via de MacSharry-regeling een tegemoetkoming in inkomensverlies als ze land braak lieten liggen.
- Af en toe is braakliggen gekoppeld aan natuurbeheer. Bij deze zogenaamde natuurbraak laten boeren velden braak liggen om bepaalde planten of dieren de kans te geven te rusten, broeden of foerageren.

## Kleinschalige landbouw
In kleinschalige landbouw worden soms kleine percelen van onontgonnen gebied afgebrand. Zo'n werkwijze komt in allerlei varianten voor, bekend onder termen als zwerflandbouw, hakken en branden, brandlandbouw en veenbrandcultuur. In alle gevallen zijn er minstens twee fasen waarbij het land braak ligt: bij het ontginnen en na het gebruik.
Het ontginnen is veelal een moeizaam en langdurig proces. In een bos moeten bijvoorbeeld eerst de bomen en struiken gedood worden met inkepingen die de sapstroom stoppen. Kleinere planten worden gekapt, uitgetrokken of uitgegraven. Dan ligt het land braak en is het maanden wachten tot het materiaal droog brandbaar genoeg is. In de tussentijd worden stenen en rotsen verwijderd voor zover ze te veel ongemak geven. Plantenwortels worden zo mogelijk doorgesneden en uitgetrokken, maar taaie of harde wortels zijn vaak niet weg te krijgen. Zijn de wilde planten eenmaal dor genoeg, dan worden ze in brand gestoken en wordt de as, die rijk is aan mineralen en stikstof (element), verspreid.
De braakliggende grond kan dan een aantal jaren bebouwd worden, maar de opbrengst neemt af, zodat men een nieuw perceel gaat ontginnen. Het oude stuk komt dan braak te liggen. In tropisch oerwoud kan het terrein weer snel dichtgroeien en soms in een cyclus van een paar jaar hergebruikt worden, maar in veengebieden kan het tientallen jaren of zelfs meer dan een eeuw duren voor de grond zich herstelt. Wordt het gebied sneller gebruikt dan het zich kan herstellen, dan is er sprake van roofbouw.

## Braak in niet-agrarische context

### Dichtbevolkte gebieden
In dichtbevolkte gebieden liggen terreinen in een bebouwde omgeving voornamelijk braak in afwachting van bebouwing of inrichting. Zolang ze die functie niet vervullen, worden ze niet of marginaal onderhouden. Veelal zijn dit percelen rondom en binnen bedrijventerreinen, in stadsvernieuwingsgebieden en in stadsuitbreidingsgebieden. Vaak is het terrein al bouwrijp gemaakt, maar zolang er niet gebouwd wordt, ligt het braak. Ook wordt terrein gewoonlijk niet herontwikkeld zolang er langdurige werkzaamheden zijn, bijvoorbeeld bij het uitgraven van zandgaten en grindgaten. Een andere reden om terrein braak te laten liggen is om het te laten inklinken. Zand dat gestort wordt om bijvoorbeeld als fundering voor een snelweg te dienen, is te los om direct te gebruiken. Men laat het enkele maanden tot meer dan een jaar liggen, zodat het zich kan zetten.

### Dunbevolkte en ontvolkte gebieden
In spaarzaam bevolkt of ontvolkt gebied kan grond braakliggen omdat niemand interesse, visie of middelen heeft om er iets mee te doen. Bekende voorbeelden zijn de spooksteden in de Verenigde Staten, maar niet alleen in de tijd van het Wilde Westen werd land zonder meer achtergelaten. Een recent voorbeeld is de leegloop van de autostad Detroit, dat in zijn tijd van neergang de helft van zijn bevolking kwijtraakte. Ook fabrieksterreinen en ontginningen worden soms zonder veel omhaal achtergelaten, bijvoorbeeld bij vormen van dagbouw. Bij strip mining wordt een dunne laag afgegraven, bij mountaintop removal mining worden delen van bergen of bergkammen afgegraven en veranderen de contouren van het landschap op grote schaal.
In de Sovjet-Unie bleef grond onbeheerd liggen na de gedwongen volksverhuizingen en de dekoelakisatie van 1930 en 1931, waardoor enorme hongersnoden uitbraken. Een heel ander voorbeeld van grond die in de Sovjet-Unie grootschalig braak kwam te liggen, is het gebied rond de Tsjernobylramp.

### Natuur en recreatie
Braakliggend terrein wordt soms bestemd als tijdelijke natuur. Er zijn vaak veel verschillende wilde planten te vinden, waaronder planten die gedijen op oligotrofe grond, zoals soorten van het dwergbiezen-verbond. Afhankelijk van eerder gebruik kunnen er daarentegen ook nitrofiele planten groeien, zoals brandnetel en brave hendrik. In het algemeen zijn pioniersoorten te verwachten.
Afhankelijk van de eigenschappen van het gebied zijn er talloze mogelijkheden voor tijdelijk gebruik van braakliggende gebieden. In steden worden ze gebruikt als stadscamping of volkstuintjes. Een ander voorbeeld zijn de Nijmeegse stadsnomaden die braakliggend terrein omzet tot een cultureel en ecologisch woonproject. In Uden namen jongeren het Dicoterrein in gebruik als speel- en hangplek.